# فهرست سفیران ایران در آلمان
فهرست سفیران ایران در آلمان

## تاریخچه
سفارت ایران در برلن در سال ۱۲۶۴ خورشیدی توسط میرزا رضا خان گرانمایه (مؤیدالسلطنه) تأسیس شد و مشارٌ‌الیه تا ۱۲۷۹ خورشیدی وزیرمختار بود.
- قطع روابط دیپلماتیک دو کشور ۱۳۲۲ (۱۹۴۳)
- عبدالله انتظام وزیری مأمور نمایندگی ایران نزد شورای عالی متفقین در اشتوتگارت شد. فروردین ۱۳۲۵ (آوریل ۱۹۴۶)
- سفارت ایران در کلن (ژوئیه ۱۹۵۱ (میلادی))
- سفارت ایران در بن ۱۳۵۷-۱۳۵۲ (۱۹۷۹ ۱۹۷۳ (میلادی))

## قاجاریه

### دولت عِلّيه ايران
- رضا مؤیدالسلطنه (رضا گرانمایه) ۱۲۶۴–۱۲۷۹
- محمود احتشام‌السلطنه (محمود علامیر) ۱۴ خرداد ۱۲۸۰[پانویس ۱] - ۱۲۸۷[پانویس ۲]
- هوهانس خان ماسحیان (مساعدالسلطنه) (شارژ دافر و وزیر مقیم) ۱۴ خرداد ۱۲۸۷–۲۴ بهمن ۱۲۸۸[۲]
- محمود احتشام‌السلطنه (محمود علامیر) ۱۲۸۸–۱۲۹۰
- هوهانس خان ماسحیان (مساعدالسلطنه) ۱۲۹۰–۱۲۹۴
- حسینقلی نواب ۱۲۹۴–۱۳۰۲
- عبدالعلی صدیق‌السلطنه (عبدالعلی صدری) ۱۳۰۲–۱۳۰۴

## پهلوی

### شاهنشاهی ایران
- محمدعلی فرزین ۱۳۰۴–۱۳۰۷

؟
- محمدعلی فرزین ۲۳ اردیبهشت ۱۳۰۹–۱۳۱۰
- عنایت‌الله سمیعی بهمن ۱۳۱۰ - آذر ۱۳۱۲
- ابوالقاسم نجم ۱۳۱۲–۱۳۱۴
- محسن رئیس خرداد ۱۳۱۴ - شهریور ۱۳۱۶
- نادر آراسته ۲۸ شهریور ۱۳۱۶ - اردیبهشت ۱۳۱۹
- موسی نوری اسفندیاری مرداد ۱۳۱۹ - شهریور ۱۳۲۰
- عبدالوهاب بَدِر

| - عبدالله انتظام وزیری (سرکنسول در اشتوتگارت) فروردین ۱۳۲۵ - مرداد ۱۳۳۰ - خلیل اسفندیاری بختیاری ۱۳۳۰–۱۳۴۰ - امیرخسرو افشار قاسملو مرداد ۱۳۴۰ - فروردین ۱۳۴۲ - علیقلی اردلان فروردین ۱۳۴۲- مهر ۱۳۴۴ - سپهبد مظفر مالک آبان ۱۳۴۴ - آذر ۱۳۴۹ - حسینعلی لقمان ادهم ۲۵ دی ۱۳۴۹ - مرداد ۱۳۵۲ - امیراصلان افشار قاسملو مرداد ۱۳۵۲ - تیر ۱۳۵۶ - هوشنگ امیرمکری مرداد ۱۳۵۶ - شهریور ۱۳۵۷ - میرصادق صدریه شهریور ۱۳۵۷ | - فریدون فرخ ۱۳۵۲–۱۳۵۶ - امیرحسین فرزانگان ۱۳۵۶ کاهش سطح روابط به دلیل اشغال سفارت ایران - محمدرضا دبیری (کاردار) بازگشایی سفارت - امیرحسین فرزانگان ۱۳۵۷ |

## جمهوری اسلامی

### جمهوری اسلامی ایران
| - محمدمهدی نواب مطلق ۱۳۵۸–۱۳۶۲ - محمدجواد سالاری ۱۳۶۲–۱۳۶۶ - مهدی اهری مصطفوی ۱۳۶۶–۱۳۶۹ | - محمدباقر داوری ۱۳۵۷-۱۳۵۸ کاردار - ابراهیم سها ۱۳۵۸–؟ - احمد حسینی - سید ابراهیم درازگیسو - حمیدرضا آصفی ۱۳۶۲–۱۳۶۹ |

### آلمان متحد
- سید حسین موسویان ۱۳۶۹–۱۳۷۶
- احمد عزیزی ۱۳۷۷–۱۳۸۱
- سید شمس‌الدین خارقانی ۱۳۸۱–۱۳۸۵
- محمدمهدی آخوندزاده ۱۳۸۵–۱۳۸۸
- علیرضا شیخ عطار ۱۳۸۸–۱۳۹۳
- علی ماجدی از ۱۶ تیر ۱۳۹۳ تا ۱۳۹۷
- علی‌اکبر دبیران (کاردار) ۱۳۹۷ تا ۱۳۹۸
- محمود فرازنده  ۱۳۹۸ تا ۱۴۰۳
- مجید نیلی احمدآبادی[۴] از ۴ فروردین ۱۴۰۴ تا اکنون